# Nova guinada à esquerda
A nova guinada à esquerda, nova onda rosa ou nova maré rosa é um fenômeno político em curso na América Latina que sucedeu a onda conservadora desencadeada pelo impeachment de Dilma Rousseff em 2016.
Na mais recente e polarizada das eleições gerais do Brasil, de 2022, Lula da Silva é eleito novamente Presidente do Brasil, vencendo a Jair Bolsonaro. Esse resultado soma-se assim à série de retomadas vitórias progressistas na região.
A nova onda rosa tem algumas diferenças em relação à guinada à esquerda propriamente dita, ocorrida no final do Século XX. O portal BBC News Brasil aponta três diferenças principais:
1. Maior heterogeneidade na esquerda — na guinada à esquerda, os presidentes eram ou radicais (como Hugo Chávez, na Venezuela) ou moderados (Michele Bachelet, Chile). Já na nova onda rosa,  há maior variedade entre eles. Marta Lagos os divide em quatro grupos:
  1. Esquerda nova (os presidentes do Chile e da Colômbia)[7]
  2. Esquerda populista (México)
  3. Esquerda tradicional (Argentina, Bolívia e Honduras)
  4. Esquerda ditatorial (Venezuela, Nicarágua e Cuba)
2. Não se pode mais falar em socialismo do século XXI — o termo, cunhado pelo sociólogo alemão Heinz Dieterich, foi rejeitado pelo próprio criador para caracterizar o fenômeno político em questão.
3. Cenário externo diferente — a guinada à esquerda ocorreu durante o boom das commodities na década de 2000, que favoreceu muito os governos de esquerda de então. Os governos da nova onda não contarão com um cenário igual.

## Presidentes da nova guinada

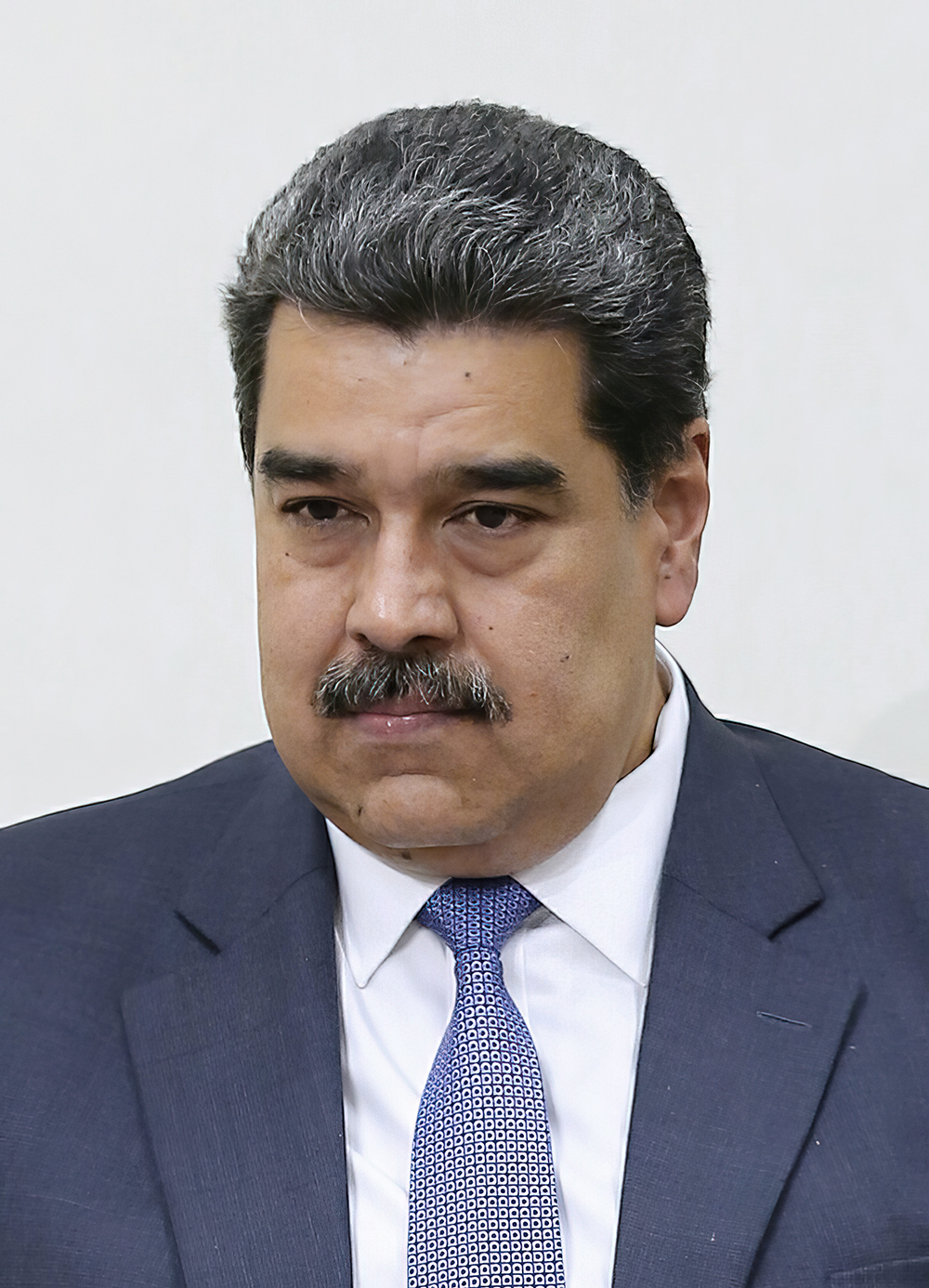
VEN Nicolás Maduro 2013–presente
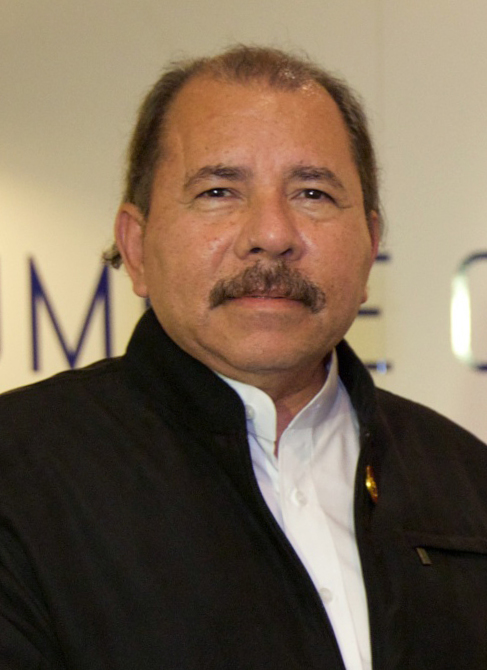
NIC Daniel Ortega 2007–presente

Presidentes novos

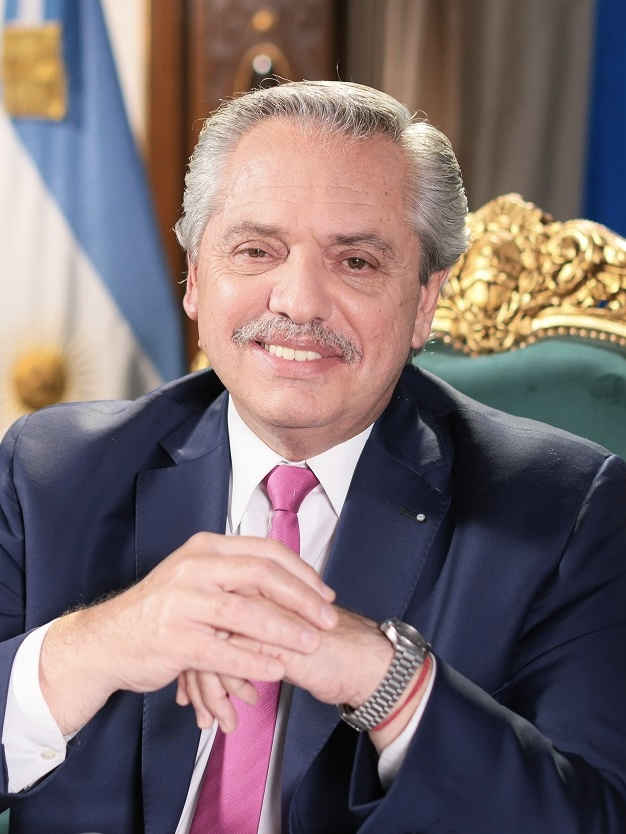
Argentina Alberto Fernández 2019–2023
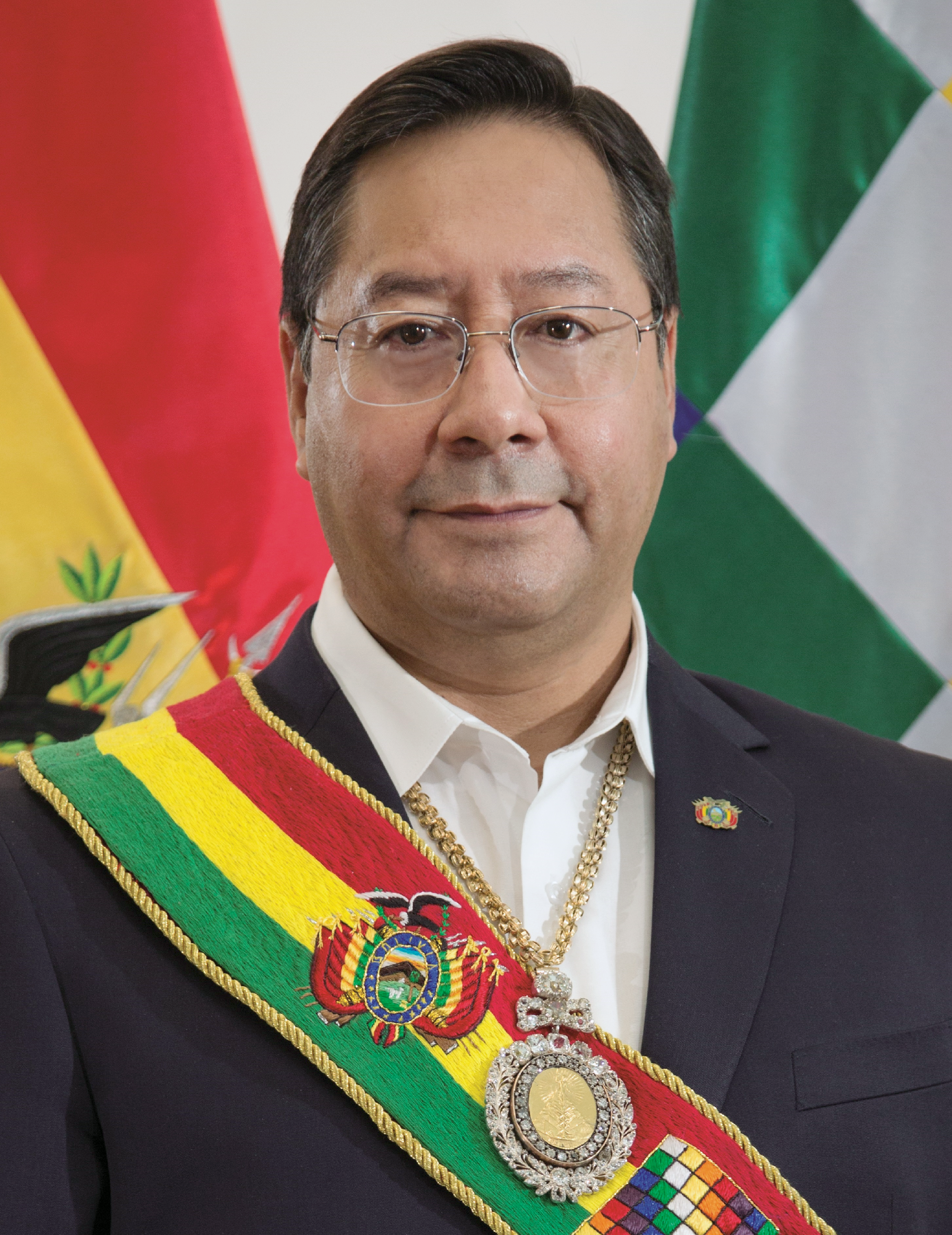
Bolívia Luis Arce 2020–presente
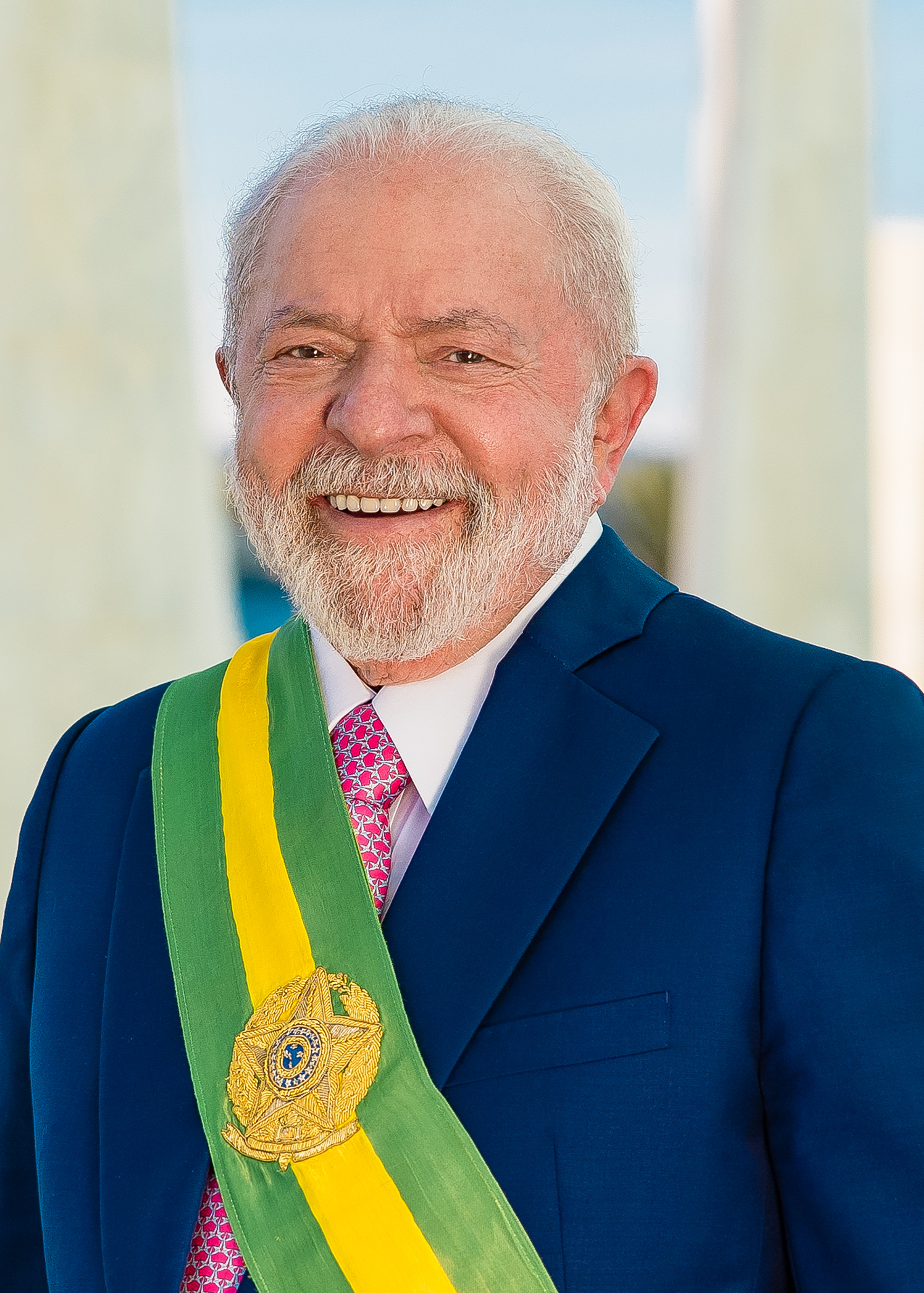
Brasil Luiz Inácio Lula da Silva 2023–presente
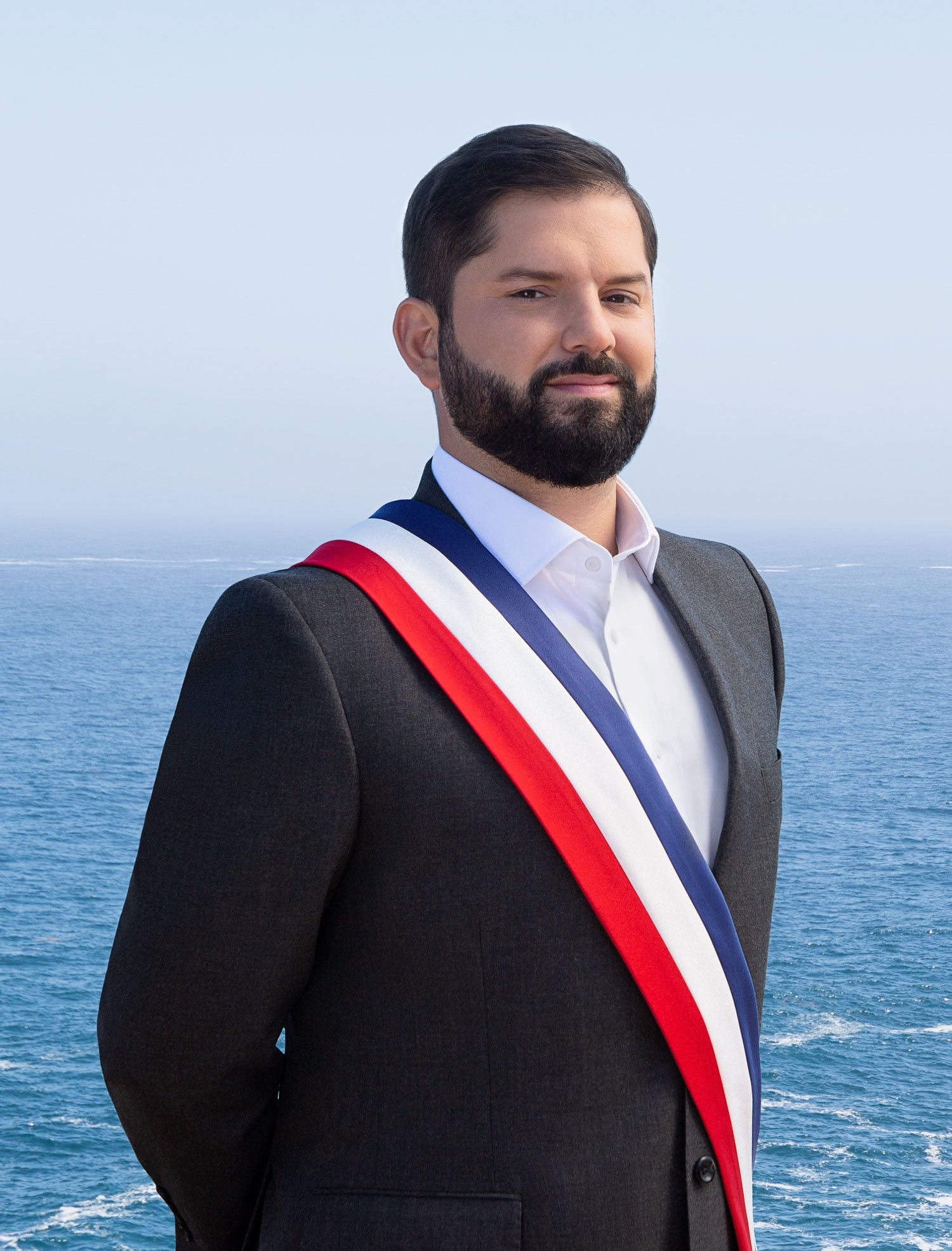
Chile Gabriel Boric 2022–presente
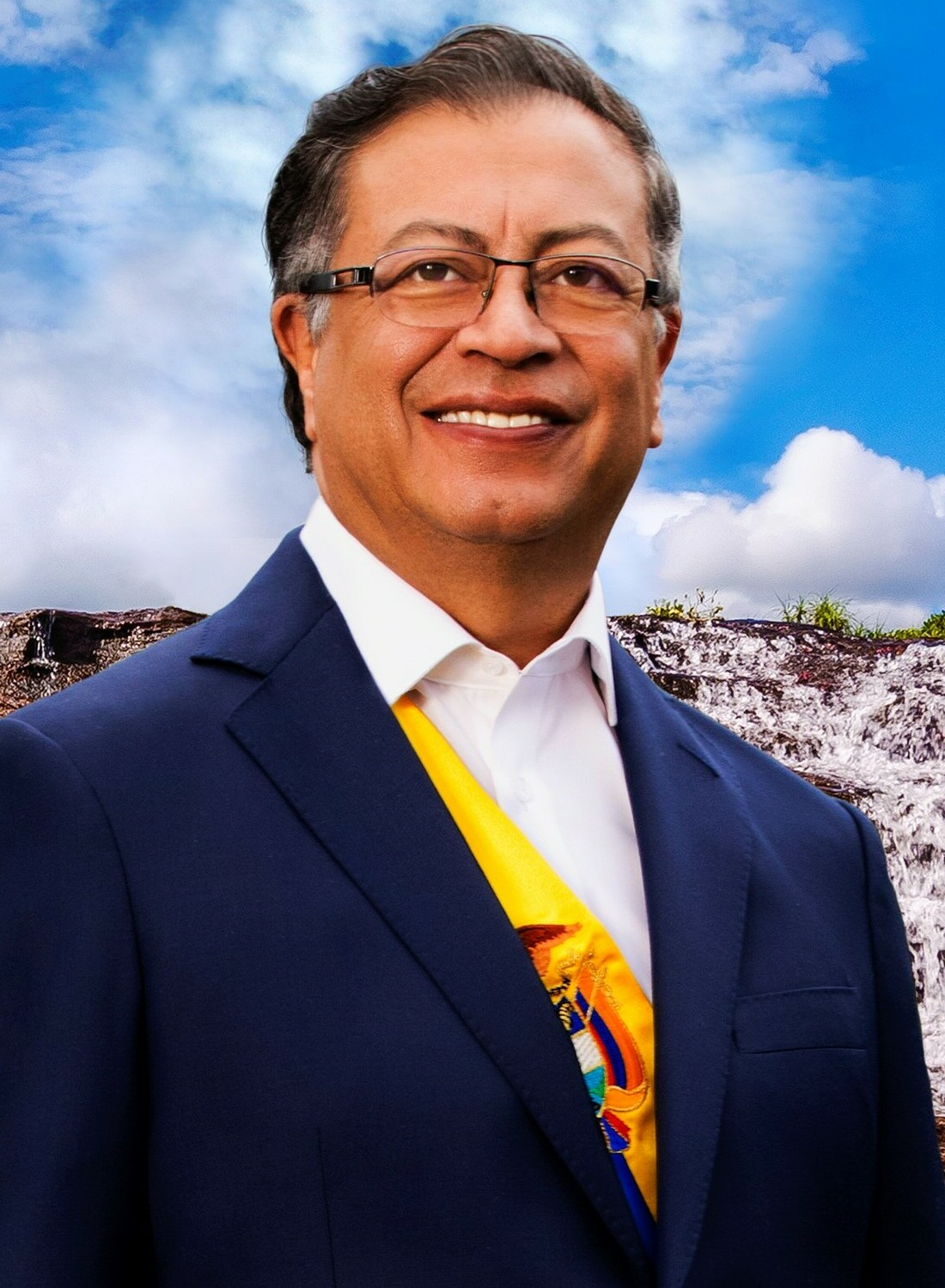
Colômbia Gustavo Petro 2022–presente
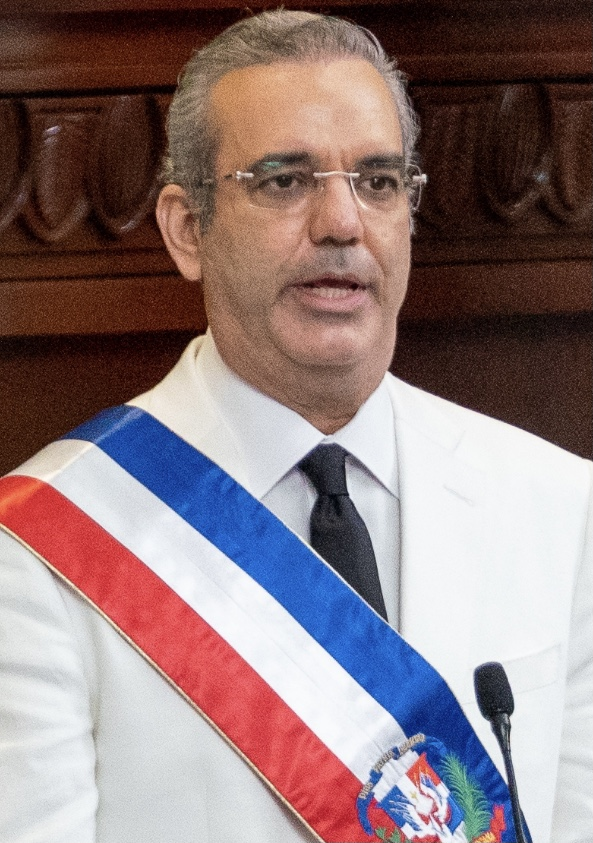
República Dominicana Luis Abinader 2020–presente
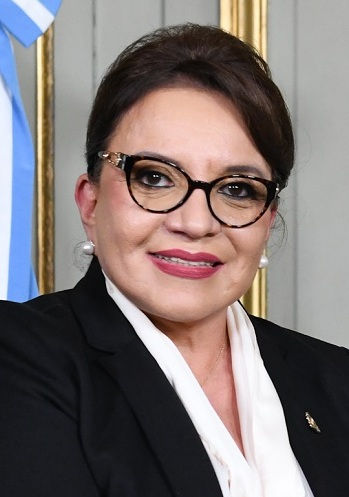
Honduras Xiomara Castro 2022–presente
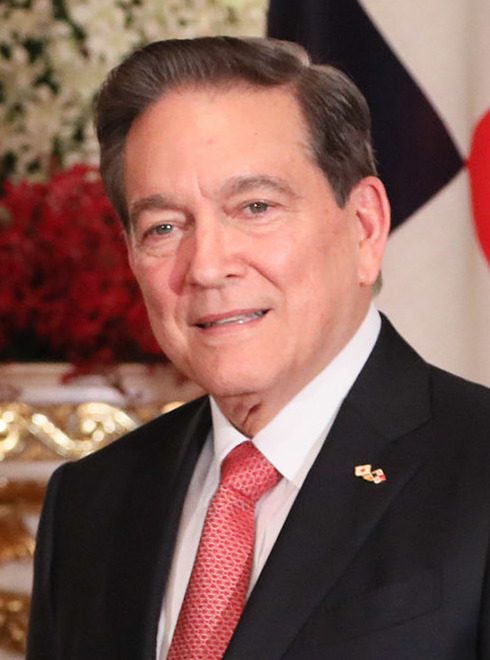
Panamá Laurentino Cortizo 2019–2024
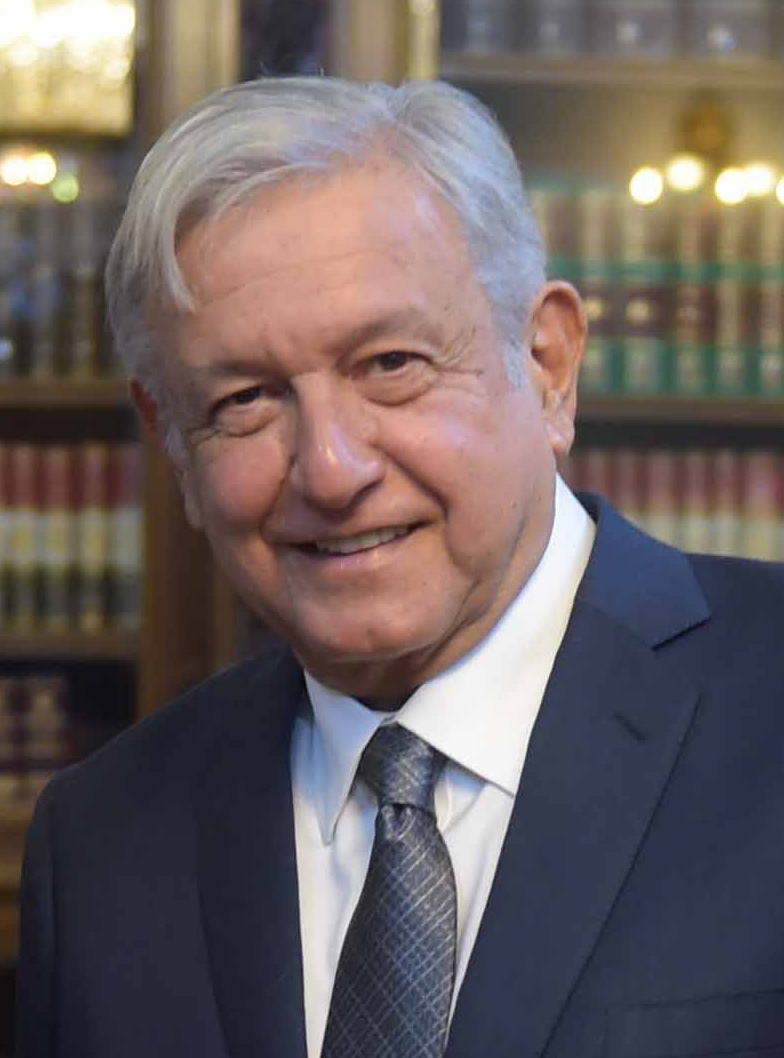
México Andrés Manuel López Obrador 2018–2024
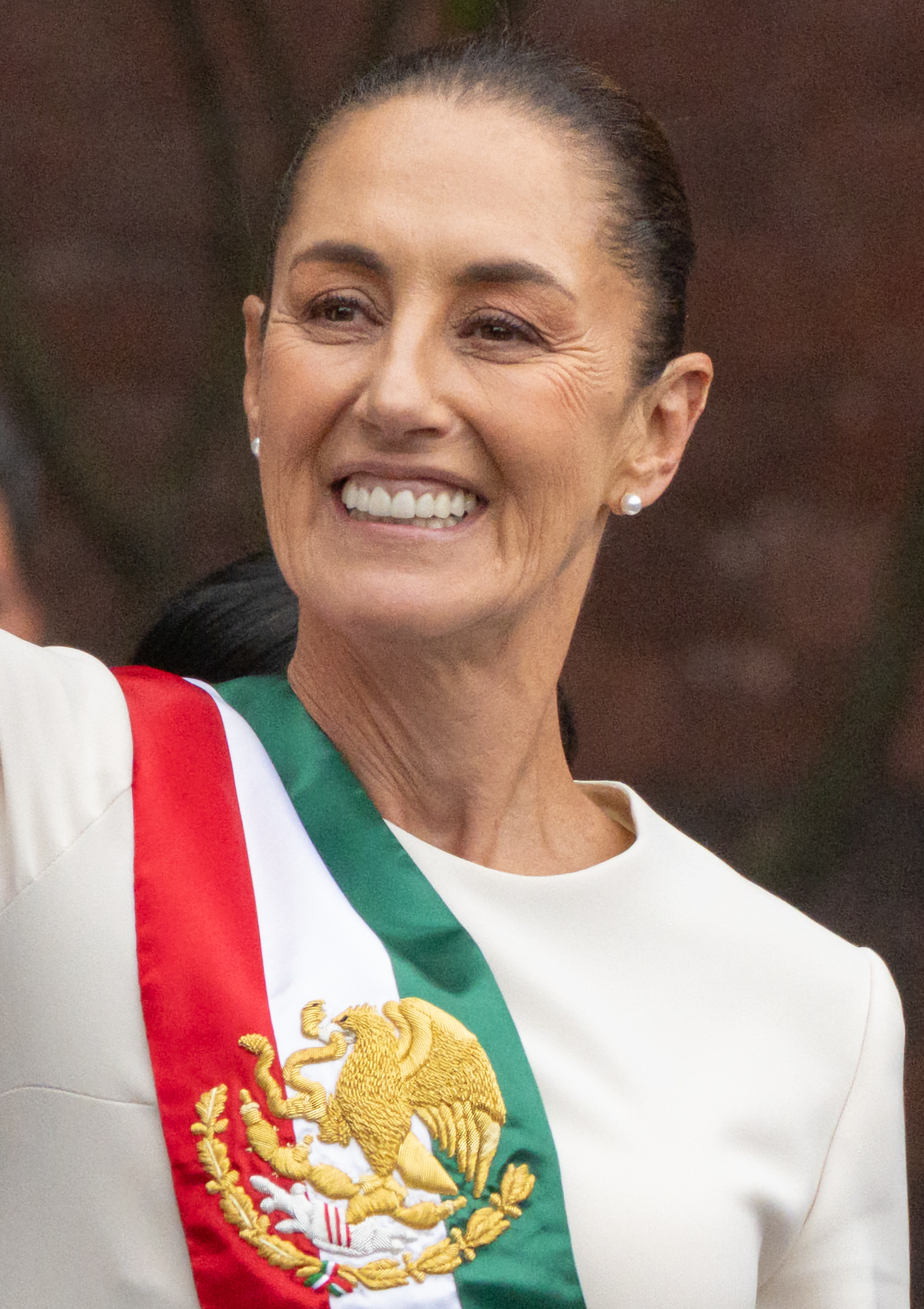
México Claudia Sheinbaum 2024-presente
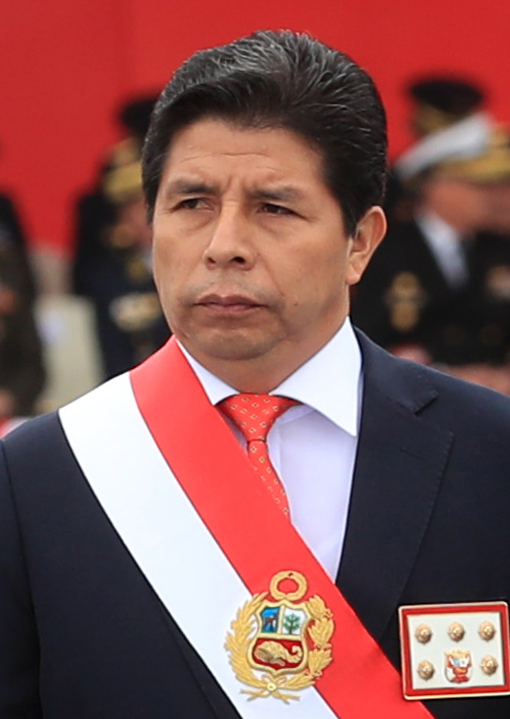
Peru Pedro Castillo 2021–2022
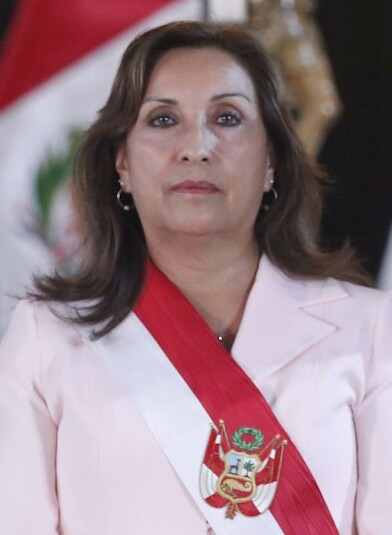
Peru Dina Boluarte* 2022–presente

Presidentes de esquerda que já estavam no poder
- Venezuela
Nicolás Maduro
2013–presente
- Nicarágua
Daniel Ortega
2007–presente